# Vintilă Vodă
Vintilă Vodă est une commune du județ de Buzău en Roumanie.